# شهاب الليلي
شهاب اللّيلي (بالفرنسية: Chiheb Ellili)‏، (1 ديسمبر 1963) مدرب تونسي محترف ولاعب سابق لكرة القدم في نادي محيط قرقنة.
انضمّ شهاب اللّيلي إلى أكابر فريق نادي محيط قرقنة لكرة القدم سنة 1984، وكان يشغل خطّة ظهير أيمن، وبقي يلعب مع نفس الفريق حتّى سنة 1993.
بدأ مشواره التّدريبي سنة 2001 بتدريب نادي محيط قرقنة الّذي كان ينشط فيه
يدرب حاليا الاتحاد الرياضي ببنقردان المنتمي إلى الرابطة التونسية المحترفة الأولى لكرة القدم، درب العديد من الفرق في تونس على غرار نادي الأمل الرياضي بحمام سوسة والاتحاد المنستيري والمنتخب الوطني التونسي الأولمبي والنادي الرياضي البنزرتي، كما كانت له تجربة خارج تونس عندما درب نادي دبي الإماراتي في موسم 2014-2015.
حقّق معه النادي الرياضي الصفاقسي أرقاما قياسية لم يعرفها منذ بداية مشاركاته في البطولة التونسية لكرة القدم. من هذه الأرقام الانتصار في الجولات السّبع الأولى على التوالي في موسم 2015-2016 (بعد أن كان رقمه القديم 4 انتصارات فقط)، ويعتبر هذا رقما قياسيا شخصيا لشهاب الليلي نفسه. ومنها كذلك الانتصار في 11 مباراة متتالية في نفس الموسم، وهي ثاني أطول سلسلة انتصارات في تاريخ البطولة التونسية بعد سلسلة 12 مباراة حققها الترجي الرياضي التونسي.في موسم 2016\2017 شغل منصب مدرب النادي الإفريقي بعد تعويضه للمدرب قيس اليعقوبي وحقق معه نتائج مهمة ومعتبرة فإحتل المرتبة الثالثة في جدول ترتيب البطولة التونسية والتي تأهل النادي للعب مسابقة كأس الاتحاد الإفريقي الموسم القادم إضافة لإحرازه لكأس تونس علي حساب اتحاد بنقردان .